# 大脇直美
大脇直美（1959年-2006年1月20日）は、塾講師、ピアノ演奏家、作家、クリスチャン。

## 経歴・人物
9歳時にリウマチを発症し、車椅子生活となる。14歳の時にあゆみの家のジョン・ボーマンとベルニダ・ボーマンと出会い、他の知的障害者と歩む。その後、通信制の高校卒業後、ドライアイの病気になるが乗り越え、京都の通信制大学を卒業。その後ボーマン夫婦と大垣ルーテル教会と交流をつづけ、英検1級を取得し、子供たちに英語を教える。英語の勉強の為、放送大学にも通い続けた。洗礼を受け、クリスチャンとなった後、変ったように外出が多くなり、公演、講師、演奏を行いつつ、その生き方により、逆に尋ねる人も多くなった。47歳で死去。

## 逸話
- ボーマン夫婦は直美がキリストの証人となったという[4]。
- 大垣ルーテル教会牧師斎藤幸二は、「神様が「もう十分だよ、よくやった」と仰せられた時に天に召されたのだと思います。」と語った[5]。
- 最後は、母が十日間の入院生活を終えて帰宅し、久しぶりに直美と言葉をかわして夜遅く眠りについた後、何の前兆もなく、眠るように亡くなった。
- ナオミの日記には、障害者の問題点や、日々の日記、ボーマン夫人とともに出会った人々に感謝の生き方が記述してある。
- ボーマン夫婦は、アメリカに直美を連れていきたかったが体調の具合でその夢は果たせなかったが、直美は絵を描くのも上手で、コンピュータも覚えてメールを交換もし、時にはアメリカの友だちからメールも行い、ジョークも理解する。
- 両親も献身的な世話をしたが、年をとるにつれ直美は自ら独立に向かい努力した。

## 関連書籍
- 「ナオミの日記ー不自由と共に生きてー」大脇直美:著、大脇美津子:編集、北村照子:翻訳（前田書店、2007年12月25日)ISBN 978-4-9441-2119-9